# Si isti et istae, cur non ego?
Si isti et istae, cur non ego? è una locuzione latina che significa: Se questi e queste (sono stati capaci di tanto), perché io no?; viene usualmente citata per affermare la possibilità che ciascuno ha di fare grandi cose, in base al fatto che altri sono stati in grado di farle.

È attribuita a sant'Agostino nelle Confessioni, dove in realtà troviamo l'affermazione seguente: 
(Conf. 8, 27)
La si trova nel paragrafo in cui Agostino si sente esortato alla continenza, ma dubita di esserne capace; la decisione ultima avviene confidando nella forza della Grazia.
Come si vede, il senso del passo originale non è quello usualmente attribuito alla frase, ma piuttosto questo: Io potrò le grandi cose di cui sono capaci questi e queste, non perché ne sono capaci loro, ma perché, come loro, potrò contare sull'aiuto di Dio.